# 1963 en Bretagne
 Chronologie de la Bretagne
- 1959
- 1960
- 1961
- 1962
- 1963
- 1964
- 1965
- 1966
- 1967

Cette page recense des événements qui se sont produits durant l'année 1963 en Bretagne.

## Société

### Naissances
- à Brest : Marc Kerzual, écrivain français.

- 27 avril à Morlaix : Jean-Pierre Riou, chanteur-guitariste, leader et fondateur du groupe Red Cardell.

- 21 mai à Brest : Christophe Agnus, homme de média (carte de presse 59 613) et entrepreneur français.

- 22 mai à Brest : Marc Didou est un sculpteur français né à Brest le 22 mai 1963.

- 5 août à Brest : Ronan Dantec, auteur et homme politique français.

### Décès

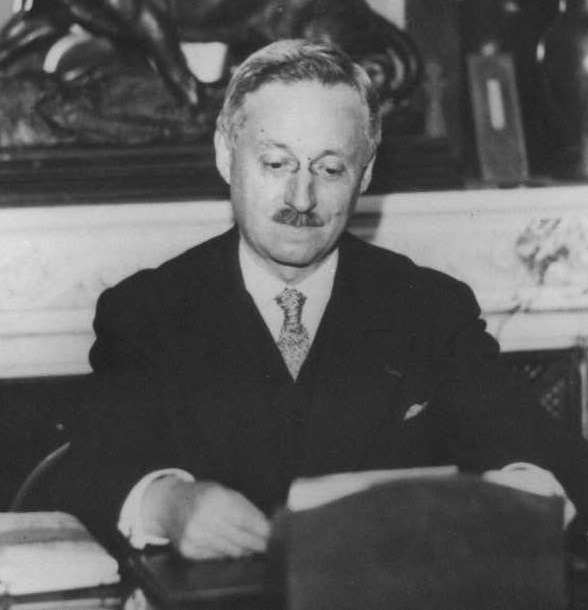
Victor Le Gorgeu.

- 3 juin : Abeozen, romancier français, auteur de pièces de théâtre, en langue bretonne et spécialiste du gallois[1].
- 11 septembre : Victor Le Gorgeu, né à Quimper, maire de Brest, sénateur du Finistère, sous-secrétaire d'État, il fait partie des 80 parlementaires (Les Quatre-Vingts) qui refusèrent de donner les pleins pouvoirs au maréchal Pétain, Résistant, membre de l'OCM.